# 如意輪寺 (姫路市)
如意輪寺（にょいりんじ）は、兵庫県姫路市に所在する寺院である。山号は補陀落山（ふだらくさん）。宗派は天台宗。本尊は六臂如意輪観世音菩薩。かつては圓教寺の女人堂であった。
御詠歌：はるばると だいひのみてに まもられて のりのたよりを きくぞうれしき

## 概要
圓教寺の末寺として開創された。書写山の南麓、東洋大学附属姫路中学校・高等学校の東隣にある。
圓教寺を開創した性空上人が、平安時代中期の長保4年（1002年）に開いた。室町時代前期の応永5年（1398年）圓教寺が女人禁制となったため、心空慈伝上人がこの寺院に女人堂を建立し、西国三十三所二十八番札所圓教寺の女性巡礼道場となった。
その後荒廃し、江戸時代前期の万治2年（1659年）に長雲が中興した。明治時代に入り、圓教寺の女人禁制が解かれ、寺号を如意輪寺と改めた。
如意輪寺裏から圓教寺への登山道は東坂参道と呼ばれ、圓教寺六参道の一つである。境内には、ここから圓教寺の寺領であり守護や役人の立ち入りを禁じる、守護使不入を示す石柱がある。

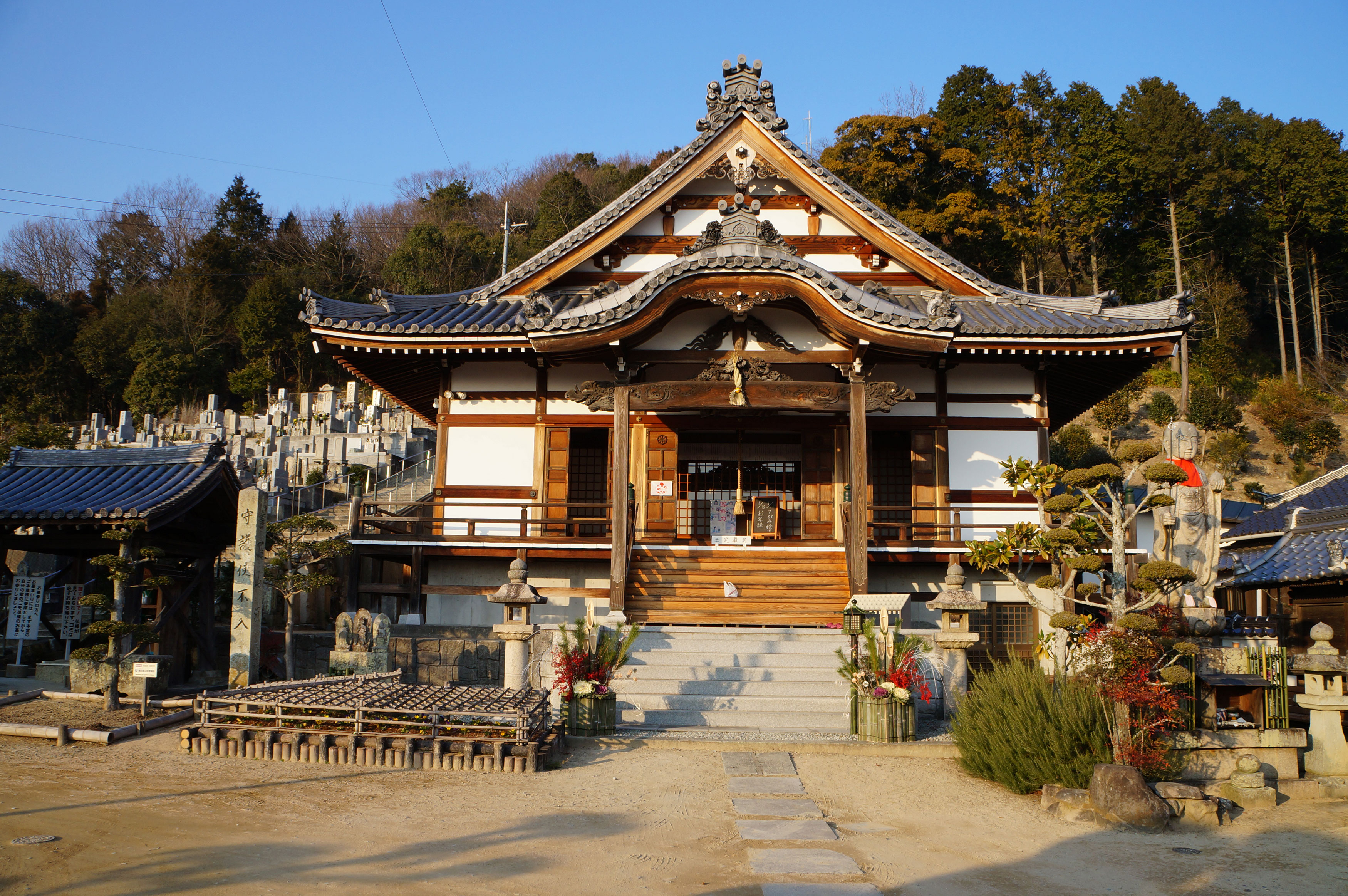
本堂
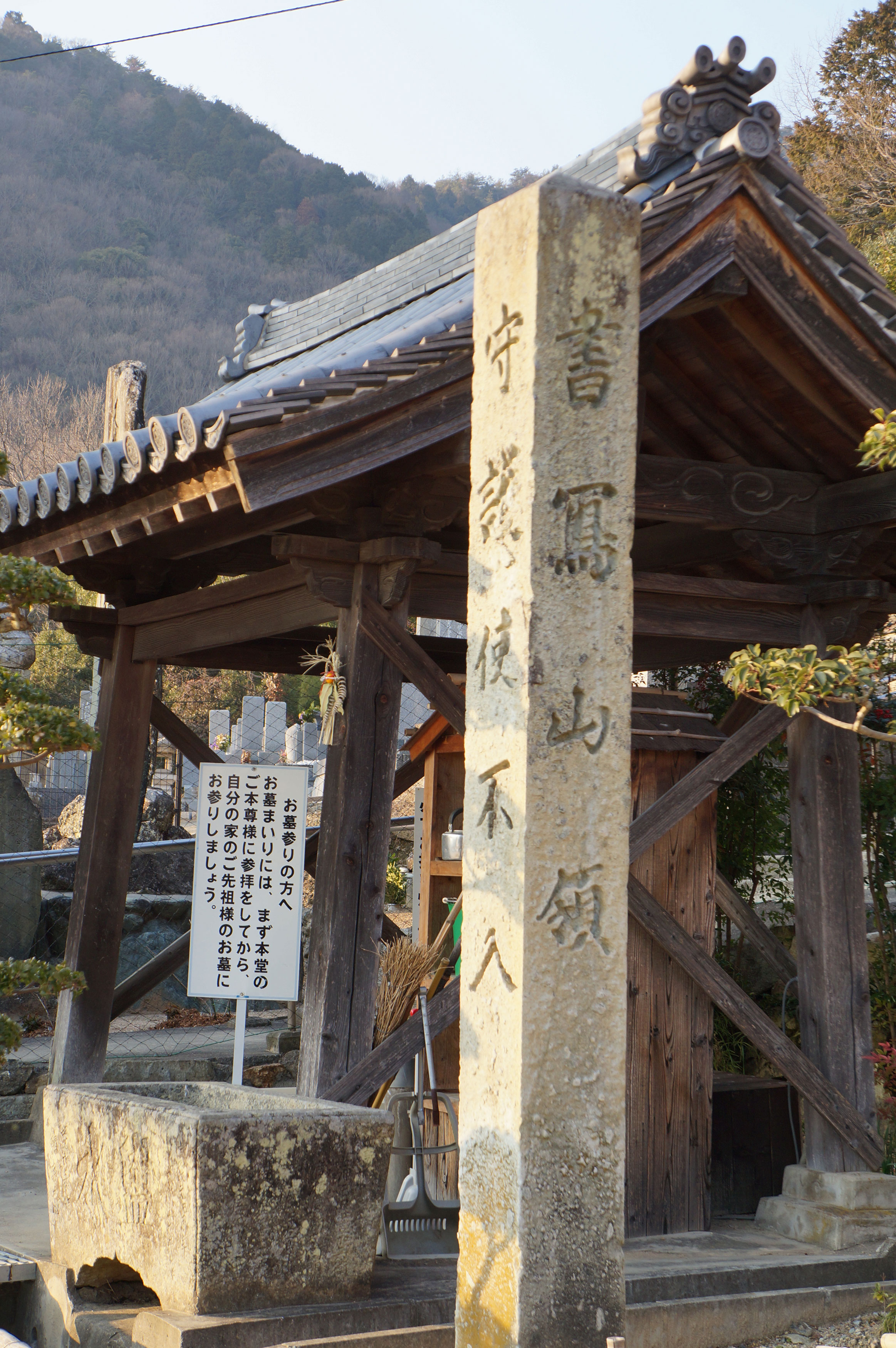
「守護使不入」の石柱

## 文化財

### 姫路市指定重要有形文化財
如意輪観音半跏像
南北朝時代の観応2年/正平6年（1351年）康俊の作。ヒノキ造・漆箔・玉眼嵌入。像高41cm。平成8年（1996年）12月2日指定。
薬師如来坐像
室町時代の作と推定される。寄木造・漆箔・玉眼嵌入。像高48cm。平成8年（1996年）12月2日指定。
聖徳太子立像
14世紀（鎌倉時代から南北朝時代）の作と推定される。ヒノキ寄木造・彩色。像高77cm。聖徳太子16歳の孝養太子と称される像である。平成8年（1996年）12月2日指定。